# Субурбікарні єпархії
Субурбікарні єпархії від лат. Suburbis — передмістя — єпархії приміських районів Риму, відомі з давніх часів.

## Список Єпархій
Субурбікарних єпархій всього сім. Це:
- Альбано (лат. Albanensis),
- Веллетрі-Сеньї (лат. Veliternus-Signinus),
- Остія (лат. Ostiensis),
- Палестрина (лат. Praenestrinus),
- Порто-Санта Руфіна (лат. Portuensis-Sanctae Rufinae),
- Сабіна-Поджо Міртето (лат. Sabinensis-Mandelensis),
- Фраскаті (лат. Tusculanus).

Попри те, що субурбікарних єпархій сім, кардиналів-єпископів тільки шість. Найпочесніша з субурбікарних кафедр — Остійська. Ось уже протягом кількох століть її завжди займає найстаріший з кардиналів-єпископів, який є деканом Священної колегії кардиналів.